# Отрадно (град)
Отрадно (на руски: Отрадное) е град в Русия, разположен в Кировски район, Ленинградска област. Населението на града към 1 януари 2018 година е 25 421 души.